# نقص بین‌نشینی
نقص بین‌نشینی (به انگلیسی: Interstitial defect) یکی از عیوب نقطه‌ای در بلورشناسی است و زمانی به وجود می‌آید که اتم‌ها، فضایی از ساختار کریستالی که به‌طور عادی خالی (اشغال نشده) است را اشغال کنند. این اتم‌ها می‌توانند از خود اتم‌های یک ساختار یا اتم‌هایی خارجی باشند. به حالت اول خود بین‌نشینی و به حالت دوم بین‌نشینی ناخالصی گفته می‌شود. هیچ ماده‌ای در طبیعت به صورت خالص وجود ندارد و اتم‌های خارجی در آن قرار دارند اگر این اتم‌ها به صورت اتفاقی وارد شبکه شده باشند به آن‌ها ناخالصی (impurities) گفته می‌شود، اما اگر به صورت عمدی و برای بهبود خواص و ویژگی‌های ماده به آن اضافه شوند به آن‌ها دوپینگ (dopant) گفته می‌شود.
اتم‌های بین‌نشین، مانند کربن در ساختار آهن، در فضاهای خالی شبکه که به حفرات کریستالی معروفند و به دو نوع کلی ۴ وجهی و ۸ وجهی تقسیم می‌شوند قرار می‌گیرند.
شرط لازم برای وقوع این پدیده اینست که انرژی آزاد گیبس ساختار دارای نقص از انرژی آزاد گیبس ساختار بدون نقص کمتر باشد. تجمع نقص‌ها انرژی آزاد را کاهش و در عین حال نقص نقطه‌ای زیاد آن را افزایش می‌دهد. مینیمم نمودار انرژی آزاد در هر دمایی، نقطه تعادلی را نشان می‌دهد. 

## خود بین‌نشینی

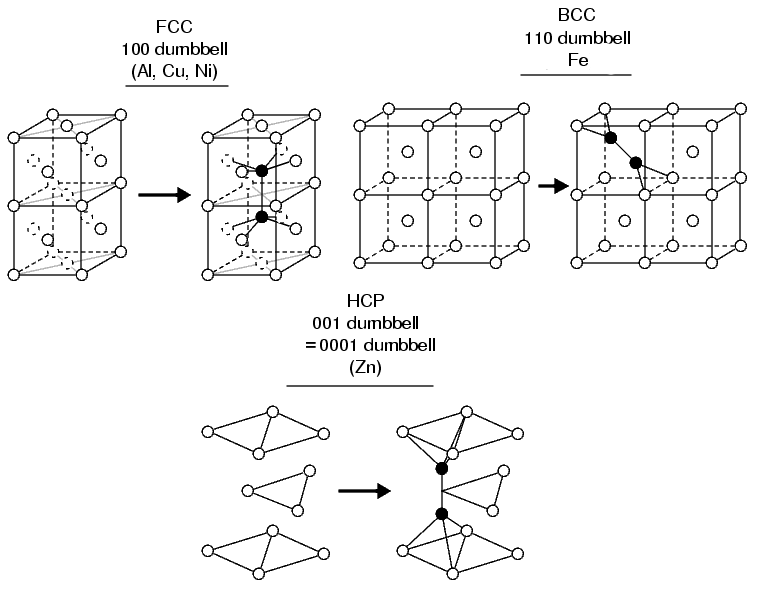
ساختار خود بین نشینی در برخی از فلزات رایج. سمت چپ هر نوع از کریستال، کریستال کامل و سمت راست، کریستال دارای یک نقص را نشان می‌دهد.

خود بین‌نشینی نوعی بین‌نشینی است که تنها اتم‌های مشابه اتم‌های حاضر در ساختار را شامل می‌شود.
ساختار عیوب بین‌نشینی در برخی از فلزات و نیمه هادی‌ها به‌طور تجربی تعیین شده‌است.
بر خلاف آنچه ممکن است به‌طور ظاهری انتظار رود بسیاری از خود بین‌نشینی‌ها در فلزات با ساختار کریستالی شناخته شده، دارای ساختار تقسیم شده هستند که در آن دو اتم مکان کریستالی یکسانی را به اشتراک می‌گذارند.به‌طور معمول مرکز جرم دو اتم در مکان کریستالی، و اتم‌ها به‌طور قرینه از آن و در امتداد یکی از جهات اصلی شبکه قرار دارند. برای مثال در چندین فلز رایج با ساختار کریستالی مکعب با وجوه مرکز پر (fcc) مانند مس، نیکل و پلاتین حالت پایه ساختار خود بین‌نشینی زمانیست که دو اتم بین‌نشین در جهات مثبت و منفی صفحه تقسیم [۱۰۰] نسبت به مکان کریستالی قرار دارند. در آهن با ساختار کریستالی مکعب مرکز پر (bcc) حالت پایه ساختار بین‌نشینی به‌طور مشابه یک صفحه تقسیم بین‌نشینی [۱۱۰] است.
به این تقسیم بین‌نشینی اغلب بین‌نشینی دمبلی گفته می‌شود چون دو اتم تشکیل دهنده بین‌نشینی با دو کره و یک خط ضخیم که آن‌ها را به هم می‌رساند نشان داده می‌شوند که باعث می‌شود ساختار شبیه یک دمبل به نظر برسد.

## بین نشینی ناخالصی
اتم‌های کوچک بین‌نشینی ناخالصی معمولاً در مکان‌های بین اتم‌های شبکه قرار می‌گیرند. چنین مکان‌هایی می‌توانند توسط قرینه کردن مکانِ اتم بین‌نشینی، نسبت به نزدیک‌ترین اتم‌های شبکه شناسایی شوند. مثلاً یک اتم ناخالصی a با ۴ تا از نزدیکترین اتم‌های شبکه در همسایگی (در فواصل مساوی) در یک شبکه fcc، در یک موقعیت متقارنِ چهار وجهی شکل قرار دارد و در نتیجه می‌توان آن را یک بین‌نشینی چهار وجهی نامید.

## اثرات بین نشینی‌ها

چند وجهی‌های متقارن بین‌نشینی در ساختار fcc - هشت وجهی (قرمز) و چهار وجهی (آبی) بینابینی تقارن polyhedra در صورت مکعبی شبکه. اتم بین‌نشینی واقعی در حالت ایدئال در وسط یکی از چند وجهی‌ها قرار دارد.

بین‌نشینی‌ها سبب تغییر در خواص فیزیکی و شیمیایی مواد می‌شوند.
- بین‌نشینی اتم‌های کربن نقش بسیار مهمی در خواص و پردازش فولادهای خاص کربنی دارند.
- بین‌نشینی ناخالصی می‌تواند برای ذخیره‌سازی هیدروژن در فلزات مورد استفاده قرار گیرد.
- بی‌شکل سازی نیمه هادی‌ها مانند سیلیکون در طول تابش یون، اغلب توسط تجمع غلظت بالایی از بین‌نشینی‌ها که در نهایت به فروپاشی شبکه به دلیل ناپایدار شدن آن می‌انجامد توضیح داده می‌شود.[۲][۳]
- ایجاد مقدار زیادی از بین‌نشینی‌ها در یک جامد می‌تواند منجر به ساختن مقدار قابل توجهی انرژی شود که در صورت آزاد شدن، منجر به حوادث شدید در برخی از انواع قدیمی رآکتورهای هسته ای می‌شود (اثر ویگنر). این انرژی بالا می‌تواند توسط عملیات آنیل کردن آزاد شود.
- حداقل در شبکه fcc، بین‌نشینی اثر نرم‌کنندگی الاستیک زیادی در مواد دارد.[۴]
- پیشنهاد شده‌است که بین‌نشینی‌ها به شروع ذوب و گذار شیشه مربوط هستند.[۵][۶][۷]